# Zona Alta (Alcoi)
El barri de la Zona Alta és un barri d'Alcoi situat al sud de la ciutat. Es caracteritza per tindre un gran component industrial i un entramat de carrers amb pendents, ja que és el barri que es troba a més altitud de la ciutat i en zones d'alt desnivell. En ell es troba l'entrada a la ciutat per la N-340 per Alacant, així com l'accés de l'autovia A-7. Delimita pel N pel barri del Centre i pel NO amb el barri de Santa Rosa.

## El Partidor
Barri integrat dintre de la Zona Alta situat a l'est d'aquest a la vora del Barranc del Molinar. Ha sigut tradicionalment un barri de classe obrera. En aquest barri va començar la coneguda Revolució del Petroli. Actualment està en risc de despoblament per l'envelliment de la població i pel deteriorament de les vivendes.

## Centres educatius
- IES Pare Vitòria: Institut d'educació secundària, batxillerat i cicles formatius. Creat l'any 1929, és el més antic de la ciutat. Se situa en l'Avinguda d'Elx.
- Salesians Sant Vicent Ferrer: Col·legi concertat que imparteix infantil, primària i ESO.
- CEIP Sant Vicent: Col·legi públic que imparteix infantil i primària.
- Escola d'art i Superior de disseny: Escola on es poden fer cicles superiors com fotografia, animació o disseny gràfic.
- Conservatori professional de música Joan Cantó: Conservatori de música i dansa.
- Universitat Politècnica de València: Campus d'Alcoi: Campus d'Alcoi de la Universitat Politècnica de València.
- Universitat d'Alacant: Campus d'Alcoi: Campus d'Alcoi de la Universitat d'Alacant.

## Parc de Cantagallet
El Parc de Cantagallet és un parc que es troba en la zona més elevada del nucli urbà. Consta de jocs infantils, així de grans esplanades per poder passejar i una antiga piscina actualment sense ús. Des de la part més alta del parc es pot començar el Sender del Molinar, camí que ens du fins al Paratge del Molinar.

## Polígons industrials
- La Beniata: Inclou les fàbriques del voltant del carrer Alacant, carrer Filà Verds, carrer FIlà Navarros, carretera Font Roja i l'Avinguda d'Elx.
- El Clérigo: Àrea industrial en construcció que connecta el polígon Santiago Payà amb el de la Beniata.

## Edificis
- Cementeri Municipal Sant Antoni Abad: Inaugurat l'any 1885, construït reflexant-se amb la societat industrial.[1]
- Poliesportiu Municipal Francisco Laporta: Situat davant del Cementeri. Consta de 5 camps de futbol, un pista de hoquei descoberta i un pavelló cobert.